# Конклав 1700 года
Конклав 1700 года был созван после смерти Папы Иннокентия XII. Он закончился избранием кардинала Джованни Франческо Альбани Папой Климентом XI. На конклаве усилилось влияние фракции дзеланти в Священной Коллегии кардиналов. Он оставался в тупике в течение месяца, вплоть до смерти бездетного Карла II Испанского. Кардиналы-выборщики ожидали, что его смерть без явного наследника вызовет политический кризис, и решили избрать Папу, который не принадлежал ни к какой-либо партии.

## Предыстория

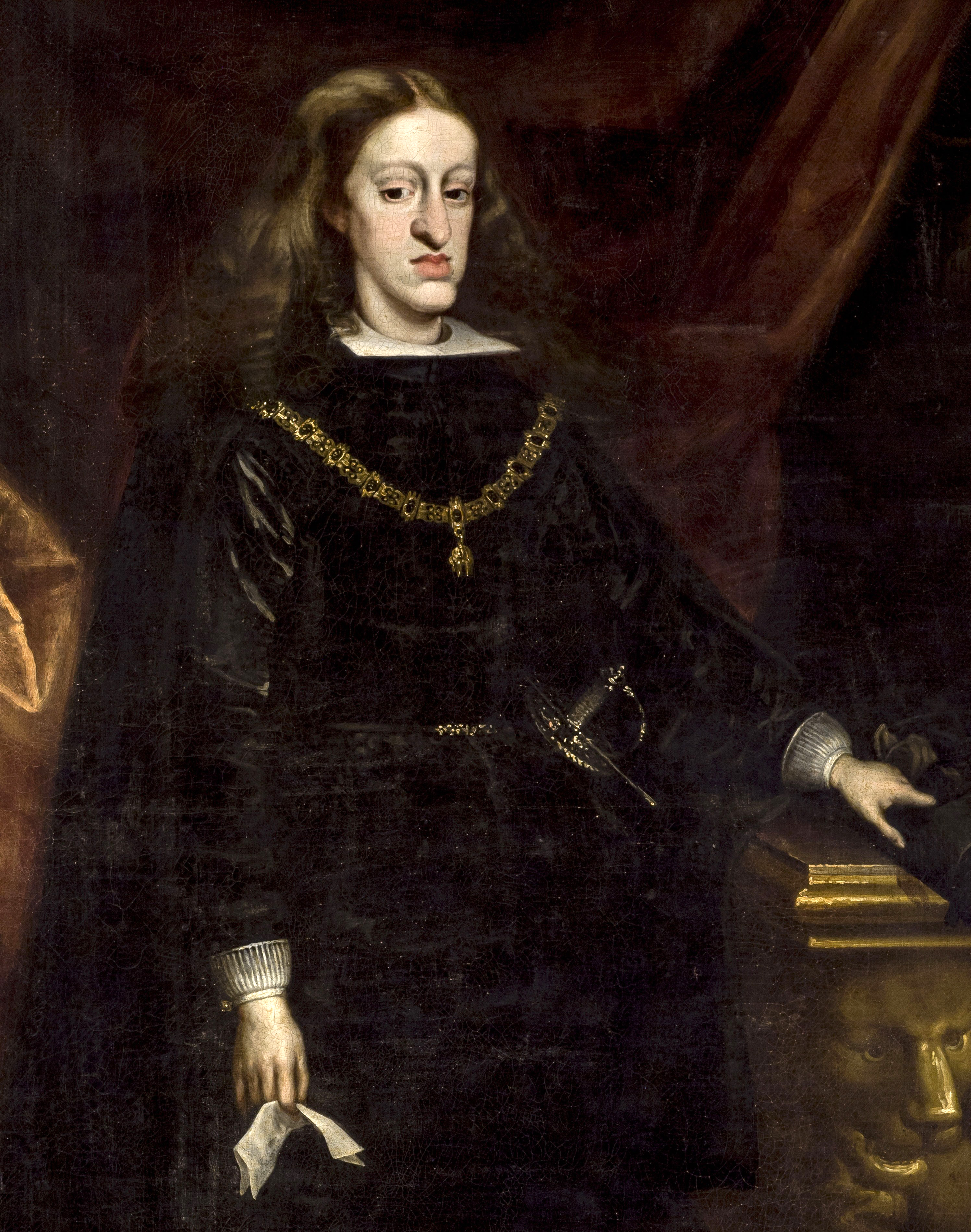
Карл II Габсбург, вопрос о престолонаследии которого был в центре дискуссий на конклаве 1700 года.

Во время своего понтификата Иннокентий XII стремился улучшить отношения с королём Франции Людовиком XIV. Он достиг компромисса с французским королём, согласившись на утверждение всех епископов, назначенных Людовиком XIV с 1682 года, в обмен на обещание короля не заставлять их соблюдать Декларацию галликанского духовенства.
В это время умирал король Испании Карл II из династии Габсбургов, у которого не было детей. По просьбе Карла II Иннокентий XII посоветовал передать престол Филиппу Анжуйскому, внуку Людовика XIV, из-за близкого родства между Людовиком XIV и Карлом II. Наследование Филиппом Анжуйским испанского престола рассматривалось другими европейскими странами как угроза балансу сил, что привело к Войне за испанское наследство после смерти Карла II, и которая началась через шесть недель после смерти Иннокентия XII.
Возраст и здоровье Иннокентия XII были темой разговоров среди европейских дворов и кардиналов, а когда он заболел в ноябре 1699 года, спекуляции относительно следующего конклава стали более серьёзными. Несмотря на это, Франция была единственной великой державой, имевшей чёткую политику в отношении следующего папского конклава. А Испания и Священная Римская империя увязли в длительных переговорах в своих столицах, что привело к задержке в получении приказов их послами.

## Конклав
9 октября, когда начался конклав, присутствовало пятьдесят восемь кардиналов. Поскольку в это время умирал Карл II, испанские кардиналы-выборщики не были уверены в том, как им следует голосовать, и они не работали в тесном контакте с выборщиками, которые были лояльны императору Священной Римской империи. С самого начала было ясно, что надвигающаяся смерть Карла II, скорее всего, вызовет длительный конклав, поскольку от следующего папы ожидалось, что он отреагирует на ожидаемый политический кризис в Испании после неминуемой смерти Карла II.
Из пятидесяти восьми кардиналов, присутствовавших на конклаве, тридцать один считался дзеланти, а Иннокентий XII создал восемнадцать членов Священной коллегии кардиналов, которые считались частью этой фракции. Двумя другими основными фракциями были те, кто был лоялен императору Священной Римской империи, у которого изначально было только два кардинала, но в конечном итоге их число увеличилось до четырех, и французы, в лагере которых было пять кардиналов.
Галеаццо Марескотти, член партии дзеланти, был первым серьёзным кандидатом, предложенным на конклаве за две недели до его начала. Он был приемлем для испанцев, но встретил сопротивление со стороны французов, поскольку они хотели видеть нового папу слабым. Кандидатура Бандино Панчатики была предложена Пьетро Оттобони, но его не поддержали светские монархи, поскольку он выступал за предоставление бенефиций кандидатам, независимым от светских властей. Якопо Антонио Мориджа был приемлем для светских правителей, но вызывал неприятие со стороны дзеланти из-за отсутствия у него опыта управления, а также из-за отсутствия твёрдости и необходимой энергии. После предложения этих кандидатов появились и другие, но они были быстро отвергнуты.

## Избрание Папы Климента XI

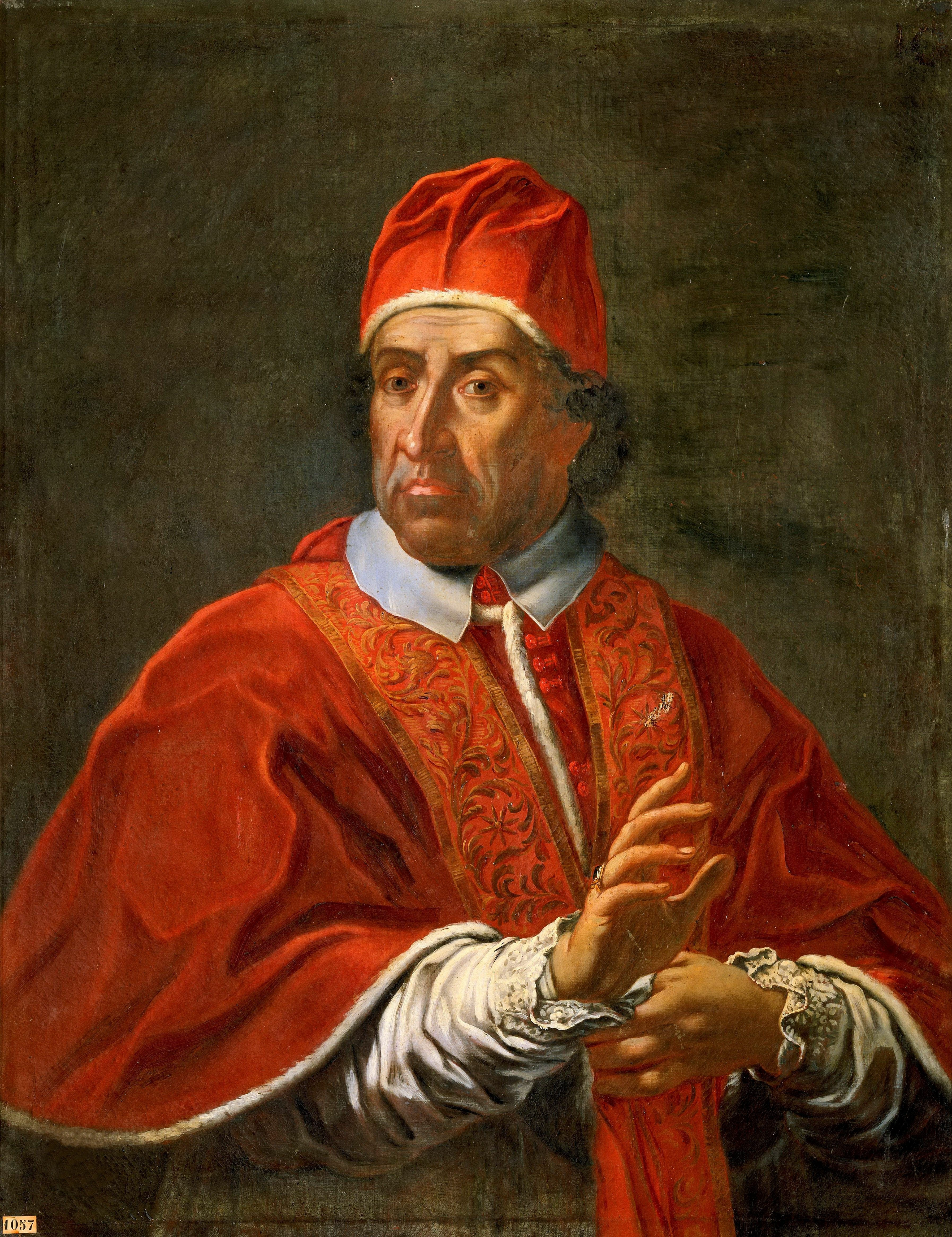
Папа Климент XI

Конклав оставался в тупике, пока выборщикам не сообщили о смерти Карла II в ноябре. Присутствовавшие выборщики понимали, что после смерти Карла II следующий Папа должен быть политически беспристрастным, поэтому предпочтение было отдано члену дзеланти. Джованни Франческо Альбани, подготовивший буллу, запрещающую непотизм, вскоре стал ведущим кандидатом на папский престол.
Французы изначально выступали против избрания Альбани, но быстро отказались от своей оппозиции. Он был избран единогласно 23 ноября 1700 года. Он не был уверен, следует ли ему принимать папство, поскольку у него были племянники, которые, как он подозревал, рассердятся, если он последует булле о непотизме. В конце концов, принять папство его убедили теологи, которые сказали ему, что непринятие единогласного избрания будет нарушением волеизъявления Святого Духа.
В 1690 году Александр VIII возвёл Альбани в сан кардинала-дьякона, однако рукоположение в священники он получил лишь незадолго до начала конклава. Альбани не был епископом и должен был получить епископское посвящение после своего избрания, прежде чем он мог быть коронован на папский престол. Альбани был избран в день памяти Папы Климента I и взял себе имя Климент XI в честь святого. В свои пятьдесят один год Альбани был моложе любого другого понтифика, избранного за последние два столетия. Альбани был кандидатом дзеланти на этом конклаве, и его избрание стало для них успехом.